# Mandevilla pohliana
Mandevilla pohliana là một loài thực vật có hoa trong họ La bố ma. Loài này được (Stadelm.) A.H.Gentry mô tả khoa học đầu tiên năm 1984.